# Friedrich August Abt

Friedrich August Abt

Friedrich August Abt (* 4. März 1811 in Illertissen; † 1. Mai 1882 in Passau) war ein deutscher Jurist und Mitglied des Deutschen Reichstags.

## Leben
Abt erhielt zunächst Privatunterricht in Mindelheim und besuchte von 1826 bis 1829 das Gymnasium in Augsburg. Von 1830 bis 1834 studierte er an den Universitäten Würzburg, Breslau und München unter anderem Philosophie, Rechts- und Staatswissenschaft sowie Stenographie. 1834 und 1835 war er Rechtspraktikant bei den Landgerichten Schongau und Mindelheim. 1836 absolvierte er die praktische Konkursprüfung in Augsburg. Zwischen 1836 und 1841 war er Funktionär bei den Königlichen Landgerichten Unter-Günzburg, Reichenhall und Sonthofen. Von 1841 bis 1845 war er Rechtskonzipient in Kaufbeuren und von 1845 bis 1848 Assessor am Landgericht Mitterfels. 1849 wurde er Stadtgerichts-Assessor und II. Staatsanwalt in Passau. Er war 1850 Kreis- und Stadtgerichtsrat und Staatsanwalt in Wasserburg sowie II. definitiver Staatsanwalt am Schwurgerichtshof in Straubing.
Zwischen 1851 und 1866 war er I. definitiver Staatsanwalt am Königlichen Kreis- und Stadtgericht, dann Bezirksgericht Kempten. 1861 wurde er zum Appell-Rat ernannt und war in dieser Funktion von 1866 bis 1879 am Appell-Gericht von Niederbayern in Passau tätig. Weiter war er fünfmal Vorsitzender des Schwurgerichtshofes zu Straubing. Von 1872 bis 1878 war er Kommissär bei der Konkursprüfung der Staatsdienst-Aspiranten in Landshut und von 1879 bis 1881 Rat am Königlichen Oberlandesgericht in München. Am 1. Mai 1881 erfolgte seine Versetzung in den Ruhestand und im September 1881 zog er von München nach Passau um.
1880 wurde er für ein Jahr Bayerischer Landtagsabgeordneter für Grafenau und durch eine Nachwahl für den ausgeschiedenen Abgeordneten Adolf Krätzer im Mai 1880 auch Mitglied des Deutschen Reichstags für den Wahlkreis Niederbayern 3 (Passau) und die Deutsche Zentrumspartei. 1881 wurde er erneut gewählt und gehörte dem Reichstag bis zu seinem Tode 1882 an.